# ماري موثوني نيانجيرو
كانت ماري موثوني نيانجيرو (بالإنجليزية: Mary Muthoni Nyanjiru)‏ (المُتوفاة في 16 مارس 1922) ناشطة سياسية كينية اشتهرت إلى حد كبير بطريقة موتها.

## خلفية عن حياتها
وُلدت ماري نيانجيرو في مارونغا بويثانجا في كينيا، على الرغم من عدم تسجيل سنة ميلادها. بحلول عام 1922، عاشت في نيروبي مع ابنة زوجتها إليزابيث وارويرو. كانت زميلة لهاري ثوكو، وكانت حاضرة وقت إلقاء القبض عليه في عام 1922. كان توكو من مؤيدي النساء، وجاء الكثير للتظاهر والمطالبة بالإفراج عنه. ومن بين هؤلاء كانت نيانجيرو وابنتها، التين كانتا من بين الحشود الذين اعتصموا خارج السجن مساء يوم 15 مارس؛ حيث عُدّ ذلك الحدث سابقة لأن النساء لم يكنّ يشاركن في مثل تلك الأحداث.

## وفاتها وتراثها
في صباح اليوم التالي، التقى عدد من ممثلي الحكومة بنشطاء الاستقلال، بما في ذلك جومو كينياتا، لمناقشة مستقبل ثوكو. تقرر اتخاذ إجراء، وأُعلن للجمهور؛ كحيث كان من المقرر أن يُحاكم ثوكو بدلاً من الإفراج عنه. أثار هذا غضب العديد في الحشد، بما في ذلك نيانجيرو. ركضت ماري إلى مقدمة الحشد، ورفعت ثوبها فوق رأسها، وصرخت قائلةً «أنت تأخذ ثوبي وتعطيني سراويلك، أنت رجل جبان. ماذا تنتظرون؟ قائدنا موجود هناك. دعونا نحصل عليه» كان التكتيك، المُسمى جوتوراميرا نيغانيا guturamira ng'ania، يعتبر إهانة خطيرة بين الكيكويو، الذين ينظرون إليه على أنه لعنة لرؤية امرأة في عمر الأم عارية. كان هذا التكتيك نادرًا ما يستخدم، حيث يشير إلى أن سلطة الرجل لم تعد معترف بها في الوضع، ويعتبر رمزًا قويًا لتحدي المرأة. قامت الكثير من النساء بالزغردة ليُعلنّ موافقتهن ردًا على ذلك، واندفع الحشد للأمام حتى فتح الحراس النار. كانت نيانجيرو من بين أول الأشخاص الذين قتلوا. خرج العدد الإجمالي للوفيات من مصادر مختلفة ما بين ثمانية وعشرين وأكثر من مائة. أصبحت نيانجيرو قدوةً يتحدث عنها النشطاء المناهضين للاستعمار لفترة طويلة بعد وفاتها.
ذُكرت قصة نيانجيرو في العديد من الكتب، وشكلت واحدة من القصص الأساسية في إنتاج مسرحي تجريبي بعنوان مازال مُبكرًا للطيور Too Early for Birds.